# Уитмер, Джилл
Джилл Уитмер (англ. Jill Witmer, 1 октября 1991, Ланкастер, Пенсильвания, США) — американская хоккеистка (хоккей на траве), нападающий. Участница летних Олимпийских игр 2016 года, бронзовый призёр Панамериканского чемпионата 2017 года, чемпионка Панамериканских игр 2015 года.

## Биография
Джилл Уитмер родилась 1 октября 1991 года в американском городе Ланкастер в штате Пенсильвания.
Начала заниматься хоккеем на траве по инициативе родителей, которые построили на своей семейной ферме зал для занятий этой игрой, который получил название «Курятник». С восьмого класса играла за местную школьную команду, хотя обучалась дома.
Училась в Мэрилендском университете, в 2010—2013 годах играла за его команду «Мэриленд Террапинс». В 2010—2011 годах в её составе дважды выигрывала чемпионат Национальной ассоциации студенческого спорта. В дальнейшем играла за «Пенн Ланко».
Играла за сборные США среди девушек и юниорок. Летом 2013 года дебютировала в женской сборной США.
В 2015 году завоевала золотую медаль хоккейного турнира Панамериканских игр в Торонто.
В 2016 году вошла в состав женской сборной США по хоккею на траве на летних Олимпийских играх в Рио-де-Жанейро, занявшей 5-е место. Играла на позиции нападающего, провела 6 матчей, забила 1 мяч в ворота сборной Японии.
В 2017 году стала бронзовым призёром Панамериканского чемпионата.

## Семья
Родители Лью и Джуди Уитмер — фермеры. У Джилл четверо братьев и сестёр.